# Cservenyák László
Cservenyák László (Nyírcsaholy, 1961. december 12.) pedagógus, etnográfus, múzeumigazgató.

## Tanulmányai, tudományos munkája
A Bessenyei György Tanárképző Főiskola földrajz-rajz tanári szakán szerzett diplomát 1985-ben. Négy évig tanított, közben a debreceni Kossuth Lajos Tudományegyetemen etnográfusi diplomát szerzett. 1989-től a mátészalkai Szatmári Múzeumban dolgozik, 1992-től annak igazgatója lett. 1993-ban szerzett egyetemi doktori fokozatot „summa cum laude” minősítéssel. Az ezredfordulón PhD tudományos fokozatot szerzett.

## Társadalmi aktivitása
- Aktívan részt vesz Szabolcs-Szatmár-Bereg megye és Mátészalka társadalmi, kulturális életében:
- Elnöke a Mátészalkai Idősekért  Közalapítványnak
- A Kocsis-Hauser Művészeti Alapítvány kuratóriumi tagja
- Alapító Elnöke a mátészalkai Művészetbarát Egyesületnek
- Szatmár - Beregi Pálinka Lovagrend ceremóniamestere[1]
- Magyar Népi Ízőrző Lovagrend ceremóniamestere[2]
- Elnöke a Nyírcsaholyi Római Katolikus Egyháztanácsnak
- Luby Társaság alapító elnöke
- Gyümölcspálinka gyártó szakképzés országos vizsgaelnöke
- Helyi Értéktár Bizottság tagja
- A Rotary Club Mátészalka alapító tagja, és elnöke: 1994/95, 2014/15
- Az MTA Debreceni Akadémiai Bizottság Néprajzi Munkabizottság elnöke
- Magyar Vidéki Múzeumok Szövetsége elnöke 2019-2020[3]
- Szatmár-Beregi Pálinka Lovagrend nagymestere 2020.

## Elismerései
- Az Év Múzeuma pályázaton az International Council of Museums (ICOM) magyarországi tagozat különdíja (2005.)
- Paul Harris díj (Rotary International ) (2008.)
- Pro Urbe Mátészalka (2008.)
- Az Év Embere Szabolcs-Szatmár-Bereg megyében (2008.)[4]
- Poroszlay emlékérem kiemelkedő muzeológiai tevékenységért (2009.)
- Holló László-díj művészetközvetítő tevékenységért (2011.)
- Megyei Príma –díj jelölt (2012)[5]
- Szentgyörgyi Albert díj (2013)
- Megyei Príma-díj (Szabolcs-Szatmár-Bereg) (2014)[6][7]
- Magyar Arany Érdemkereszt (2016)[8]
- Magyar Pálinkáért Érdemrend (2016)[9]
- Pro Comitatu (Szabolcs-Szatmár-Bereg) (2018)[10]
- Tony Curtis díj (2019)[11]
- Címzetes egyetemi docens (  Debreceni Egyetem BTK) 2021.
- Magyar Kultúra Lovagja (2022)

## Művei
Önálló és szerkesztett kötetei:
- Nyírcsaholy, Életmód és kultúra egy nemzetiségi eredetű községben; KLTE, Debrecen,1993 (Folklór és Etnográfia)

- Népballadák a magyarországi     Szatmárban;     KLTE, Debrecen, 1997 (Studia folkloristica et ethnographica)
- Fogatos járművek, szekerek,     kocsik, hintók Magyarországon a XIX-XX. században; Ethnica,     Debrecen, 1998

- Tanulmányok Farkas József tiszteletére; Mátészalka, 2001 (Studia Szatmariensia.1. Szerk.)
- Művészek – Kutatók – Gyűjtemények; Mátészalka, 2007 (Szatmári Múzeum kiadványsorozata, Szerkesztő)
- Nyírcsaholy története és néprajza; Nyírcsaholy, 2012.
- Régi mátészalkai lélekrezdülések, Mátészalka, 2014. (Studia Szatmariensia 2.    Sorozatszerkesztő)
- Viszontlátásra Blum néni, Zsidó életmód és a Holokauszt Mátészalkán; Mátészalka,2014 (Studia Szatmariensia 3. Szerkesztő)

- Tony Curtis, aki forrón szerette, (Tony Curtis eddig nem publikált fotói), Mátészalka, 2021 (Szerkesztő)